# Zakrya Ali Kamil
Zakrya Ali Kamil (arabisch زكريا علي كامل, DMG Zakariyyā ʿAlī Kāmil; * 25. März 1988) ist ein ehemaliger katarischer Leichtathlet, der sich auf den Hindernislauf spezialisiert hat.

## Sportliche Laufbahn
Erste internationale Erfahrungen sammelte Zakrya Ali Kamil im Jahr 2010, als er bei den Asienspielen in Doha in 8:38,71 min den vierten Platz über 3000 m Hindernis belegte. Im April des Folgejahres bestritt er in der katarischen Hauptstadt seinen letzten offiziellen Wettkampf und beendete damit seine aktive sportliche Karriere im Alter von 23 Jahren.

## Persönliche Bestzeiten
- 3000 Meter: 8:15,60 min, 3. August 2010 in Malmö
- 3000 m Hindernis: 8:25,41 min, 13. Juli 2008 in Tanger